# District Medvenski
Het district Medvenski (Russisch: Медвенский район) is een gemeentelijk district van de Russische oblast Koersk.
Het bestuurlijk centrum is de nederzetting met stedelijk karakter Medvenka.

## Demografie
Het district telde 16.017 inwoners bij de volkstelling van 2021 tegen 19.220 bij die van 2002.

## Geschiedenis
Het district werd in 1928 opgericht en veranderde zijn naam in district Medvenski in 1970.

## Klimaat
Het district ligt in een continentale klimaatzone met milde, warme zomers en gelijkmatig verdeelde jaarlijkse regenval (Dfb in de Klimaatclassificatie van Köppen).

## Bestuurlijke indeling
Het district telt 1 gorodskoje poselenieje (nederzettingen met stedelijk karakter Prjamitsyno) en 9 selsovjets: Amosovski, Gostomljanski, Kitajevski, Nizjnereoettjsanski, Panikinski, Paninski, Tsjermosjnjanski, Vysjnereoettjsanski en Vysokski.
Bestuurlijk centrum: Koersk

Stedelijke districten: Lgov · Koertsjatov · Koersk · Sjtsjigry · Zjeleznogorsk

Gemeentelijke districten:

Belovski · Bolsjesoldatski · Chomoetovski · Dmitrijevski · Fatezjski · Gloesjkovski · Gorsjtsjenski · Kastorenski · Konysjovski · Korenevski · Koerski · Koertsjatovski · Lgovski · Mantoerovski · Medvenski · Obojanski · Oktjabrski · Ponyrovski · Pristenski · Rylski · Sjtsjigrovski · Soedzjanski · Solntsevski · Sovetski · Timski · Tsjeremisinovski · Zjeleznogorski · Zolotoechinski